# Blakstad, Akershus
Blakstad, Akershus là một làng nằm ở Na Uy.